# Debutantenprijs van de Maatschappij der Nederlandse Letterkunde
De jaarlijkse Debutantenprijs van de Maatschappij der Nederlandse Letterkunde (tot 2022: Lucy B. en C.W. van der Hoogtprijs) is een aanmoedigingsprijs voor literatuur, ingesteld door de Maatschappij der Nederlandse Letterkunde. De Maatschappij werd daartoe in staat gesteld door een schenking van het echtpaar Van der Hoogt. 
Van 1925 tot 1939 heette deze prijs de C.W. van der Hoogtprijs. Deze prijs was een voortzetting van de Haagsche Postprijs, die ingesteld werd in 1921 na een schenking van het weekblad De Haagsche Post. 
De prijs wordt toegekend voor recent verschenen letterkundig werk en kan worden gezien als een aanmoedigingsprijs. De prijs bestaat uit een penning en een geldbedrag.
In 2022 werd de naam veranderd in Debutantenprijs van de Maatschappij der Nederlandse Letterkunde.

## Debutantenprijs van de Maatschappij der Nederlandse Letterkunde
- 2025: Bob Vanden Broeck, voor de richting is richting omleiding
- 2024: Tiemen Hiemstra, voor W.
- 2023: Sara Eelen, voor Het nodige breken
- 2022: Sholeh Rezazadeh, voor De hemel is altijd paars

## Lucy B. en C.W. van der Hoogtprijs
- 2021: J.V. Neylen, voor En niet bij machte
- 2020: Mirthe van Doornik, voor Moeders van anderen
- 2019: Mieke van Zonneveld, voor Leger
- 2018: Lize Spit, voor Het Smelt
- 2017: Idwer de la Parra[2] voor Grond
- 2016: Niña Weijers, voor De consequenties
- 2015: Hanneke van Eijken, voor Papieren veulens
- 2014: Sander Kollaard, voor Onmiddellijke terugkeer van uw geliefde
- 2013: Kira Wuck, voor Finse meisjes
- 2012: Merijn de Boer, voor Nestvlieders
- 2011: Lieke Marsman, voor Wat ik mijzelf graag voorhoud
- 2010: Bert Natter, voor Begeerte heeft ons aangeraakt
- 2009: Ester Naomi Perquin, voor Servetten halfstok en Namens de ander
- 2008: Eva Maria Staal, voor Probeer het mortuarium
- 2007: Thomas Möhlmann, voor De vloeibare jongen
- 2006: Anton Valens, voor Meester in de hygiëne
- 2005: Micha Hamel, voor Alle enen opgeteld
- 2004: Rob van der Linden, voor De hand, de kaars en de mot
- 2003: Geert Buelens, voor Het is
- 2002: Josse De Pauw, voor Werk
- 2001: René Puthaar, voor Dansmuziek
- 2000: Erwin Mortier, voor Marcel
- 1999: Erik Menkveld, voor De karpersimulator
- 1998: Arthur Japin, voor De zwarte met het witte hart
- 1997: Piet Gerbrandy, voor Weloverwogen en onopgemerkt
- 1996: Wessel te Gussinklo, voor De opdracht
- 1995: Peter Ghyssaert, voor Cameo
- 1994: Geertrui Daem, voor Boniface
- 1993: Anna Enquist, voor Jachtscènes
- 1992: Marie Kessels, voor Boa
- 1991: Charles Ducal, voor De hertog en ik
- 1990: Margriet de Moor, voor Dubbelportret
- 1989: Marc Reugebrink, voor Komgrond
- 1988: Jan Brokken, voor De zee van vroeger
- 1987: Rogi Wieg, voor Toverdraad van dagverdrijf
- 1986: August Willemsen, voor Braziliaanse brieven
- 1985: Benno Barnard, voor Klein Rozendaal
- 1984: Thomas Rosenboom, voor De mensen thuis
- 1983: Lela Zečković, voor Belvédère
- 1982: Kester Freriks, voor Hölderlins toren
- 1981: Eva Gerlach, voor Verder geen leed
- 1980: Oscar de Wit, voor Met koele obcessie
- 1979: Hans Tentije, voor Wat ze zei
- 1978: Hilbert G. Kuik, voor Het schot
- 1977: Dirk Ayelt Kooiman, voor De grote stilte
- 1976: Kees Ouwens, voor gehele oeuvre
- 1975: Fritzi ten Harmsen van der Beek, voor gehele oeuvre
- 1974: Frank Martinus Arion, voor Dubbelspel
- 1973: Guus Vleugel, voor zijn cabaretteksten
- 1972: Breyten Breytenbach, voor Lotus
- 1971: Wim Huyskens, voor Schuine lyriek en De poëtische bijl
- 1970: Jacq Firmin Vogelaar, voor Het heeft geen naam
- 1969: Hugo Raes, voor De lotgevallen
- 1968: H.C. ten Berge, voor Personages
- 1967: Andreas Burnier, voor Een tevreden lach
- 1966: Gust Gils, voor Een plaats onder de maan
- 1965: Jacques Hamelink, voor Het plantaardig bewind
- 1964: J. Bernlef, voor Dit verheugd verval
- 1963: Cees Nooteboom, voor De ridder is gestorven
- 1962: Willem Brakman, voor Een winterreis
- 1961: Bert Schierbeek, voor gehele oeuvre
- 1960: Christine D'haen, voor Gedichten 1946-1958
- 1959: Anton Koolhaas, voor Er zit geen spek in de val
- 1958: Hans Warren, voor Saïd
- 1957: Jacques Presser, voor De nacht der Girondijnen
- 1956: W.J. van der Molen, voor De onderkant van het licht
- 1955: Willem G. van Maanen, voor De onrustzaaier
- 1954: Guillaume van der Graft, voor Vogels en Vissen
- 1953: Adriaan van der Veen, voor Het wilde feest
- 1952: Jan Willem Schulte Nordholt, voor Levend landschap
- 1951: Alfred Kossmann, voor De nederlaag
- 1950: Leo Vroman, voor Gedichten, vroegere en latere
- 1949: Anna Blaman, voor Eenzaam avontuur
- 1948: Hendrik de Vries, voor Toovertuin
- 1947: J.J. Klant, voor De geboorte van Jan Klaassen
- 1946: Bert Voeten, voor Doortocht
- 1945: Muus Jacobse, voor Vuur en wind
- 1945: Ida G.M. Gerhardt, voor Het veerhuis
- 1942: Beb Vuyk, voor Het laatste huis van de wereld
- 1941: M. Vasalis, voor Parken en woestijnen
- 1940: Clara Eggink, voor Het schiereiland.

## C.W. van der Hoogtprijs
- 1939: Ed. Hoornik, voor Mattheus
- 1938: Simon Vestdijk, voor Het vijfde zegel
- 1937: Henriëtte van Eyk, voor Gabriël: de geschiedenis van een mager mannetje
- 1936: Hendrik Marsman,  voor Porta Nigra
- 1935: Niet toegekend.
- 1934: J. Slauerhoff, voor Soleares
- 1933: Anton van Duinkerken, voor Dichters der contra-Reformatie
- 1932: Johan Fabricius, voor Komedianten trokken voorbij
- 1931: Arthur van Schendel, voor Het fregatschip Johanna Maria
- 1930: Antoon Coolen, voor Het donkere licht
- 1929: Anthonie Donker, voor Grenzen
- 1928: Aart van der Leeuw, voor Het aardsche paradijs
- 1927: Herman de Man, voor Het wassende water
- 1926: Dirk Coster, voor Verzameld Proza
- 1925: R. van Genderen Stort, voor Kleine Inez

## Haagsche Postprijs
- 1924 Niet toegekend
- 1923 Jo de Wit, voor Open zee
- 1922 Carry van Bruggen, voor Het huisje aan de sloot
- 1921 Elisabeth Zernike, voor Het schamele deel